# ベルベリドプシス目
|  | アムボレラ目 スイレン目 アウストロバイレヤ目 センリョウ目 カネラ目 コショウ目 クスノキ目 モクレン目 ショウブ目 オモダカ目 ヤマノイモ目 タコノキ目 ユリ目 キジカクシ目 ダシポゴン科 ヤシ目 イネ目 ツユクサ目 ショウガ目 マツモ目 キンポウゲ目 アワブキ科 ヤマモガシ目 ツゲ目 ヤマグルマ目 グンネラ目 ハマビシ目 ニシキギ目 キントラノオ目 カタバミ目 マメ目 バラ目 ウリ目 ブナ目 フウロソウ目 フトモモ目 クロッソソマ目 ムクロジ目 フエルテア目 アブラナ目 アオイ目 ブドウ目 ユキノシタ目 ビワモドキ科 ベルベリドプシス目 ビャクダン目 ナデシコ目 ミズキ目 ツツジ目 ガリア目 リンドウ目 シソ目 ナス目 モチノキ目 セリ目 キク目 マツムシソウ目 |

ベルベリドプシス目(ベルベリドプシスもく、Berberidopsidales)は南半球に分布する被子植物の目の一つである。
APG II(2003)では将来的に目となる可能性がある科としてベルベリドプシス科とアエクストキシコン科が設けられ、コア真正双子葉類に分類された。その2つの科を含む目としてAPG III(2009)で新しく設けられたのがベルベリドプシス目である。
アエクストキシコン科は南米のチリに分布するアエクストキシコン属のみから構成される単型科である。ベルベリドプシス科は2属3種で構成され、チリおよびオーストラリア東部に分布する。